# Julie Payette
Julie Payette, (29 d'octubre de 1963, Mont-real) és una enginyera i astronauta canadenca, fou  governadora general del Canadà entre 2017 i 2021. Ha estat astronauta en cap de l'Agència Espacial Canadenca entre el 2000 i el 2007, i va participar en les missions STS-96 i STS-127, tot registrant més de vint-i-cinc dies a l'espai. El juliol de 2013,va ser nomenada cap d'Operacions del  Centre de Ciència de Mont-real i l'abril de 2014, va ser nomenada membre del directori del Banc Nacional de Canadà.
El 13 de juliol de 2017, va ser nomenada la 29a governadora general del Canadà i comandant en cap de les forces armades canadenques. És la quarta dona que ocupa aquest càrrec i en va prendre possessió el 2 d'octubre de 2017. Va dimitir del càrrec el gener de 2021.